# Carolus Borromeus

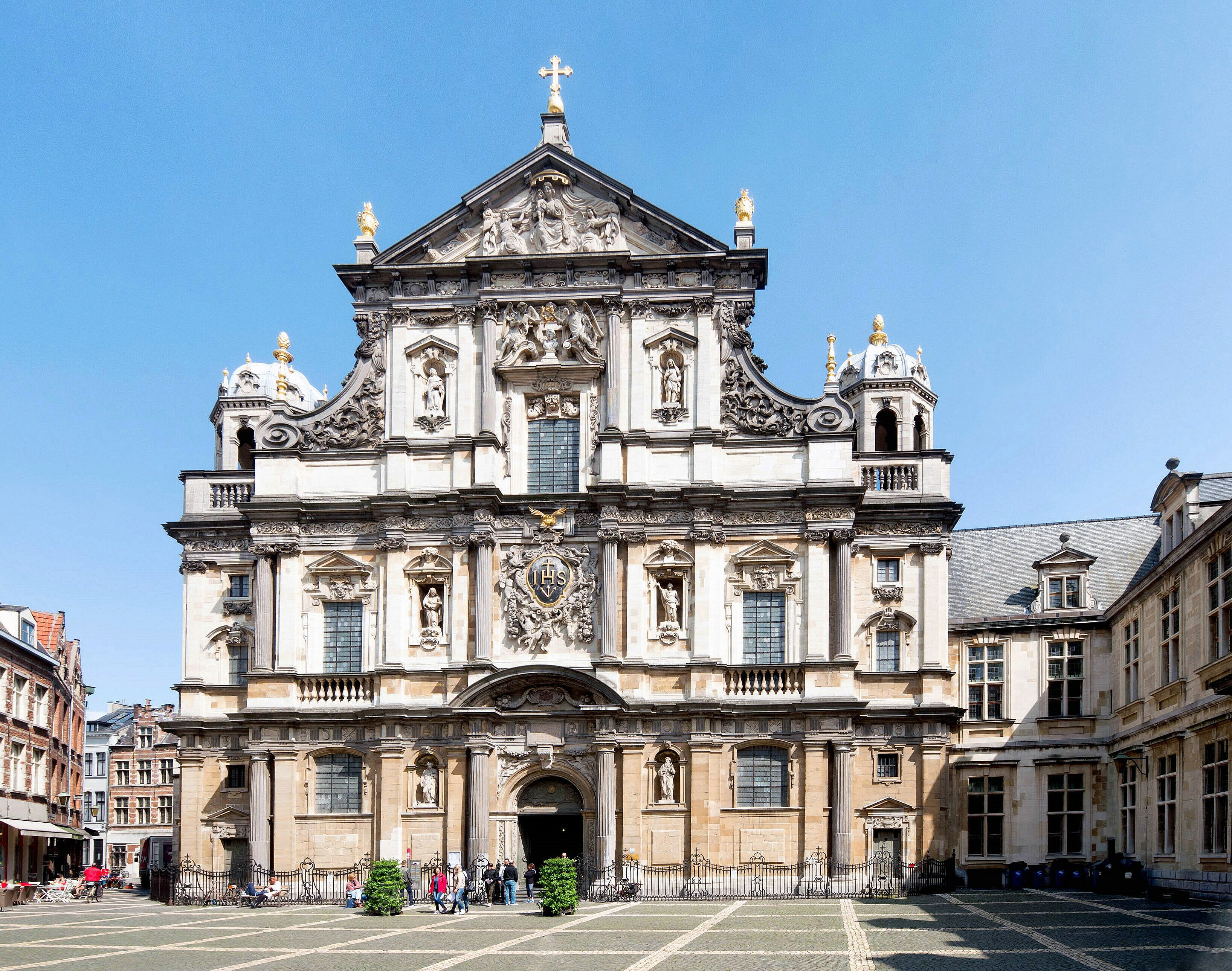
De Sint-Carolus Borromeuskerk in Antwerpen

Carolus (of Karel) Borromeus (Latijn: Borromaeus; eigenlijk Carlo Borromeo) (Arona, 2 oktober 1538 - Milaan, 4 november 1584) was aartsbisschop van Milaan, een belangrijk kerkhervormer en is een heilige in de Rooms-Katholieke Kerk.

## Levensloop
Vroeger kende de adel zichzelf sinecures toe, letterlijk 'zonder zorg', dat wil zeggen lucratieve 'ambten' waarvoor ze weinig werk hoefden te doen. Als tweede zoon van de Borromei, volgens gewoonte voor een kerkelijke loopbaan bestemd, werd Carlo al op zijn twaalfde « abt zonder verplichtingen » van een klooster aan het Lago Maggiore. Dat bezorgde hem een riant inkomen voor de prijs van één bezoek per jaar. Al gauw kwam de in 1538 geboren jongen tot inzicht dat het systeem niet deugde en stelde hij het geld ter beschikking van de armen. De religie stond daar los van, voor zijn carrière in de Kerk hoefde hij niet eens priester te worden. Hij verkoos de rechtenstudie en bleek een goede student te zijn. Vlak na de afsluiting van zijn studie in 1559 besteeg zijn oom paus Pius IV de pausentroon. Carlo werd kardinaal, pauselijk secretaris en administrator van het aartsbisdom Milaan: nóg meer inkomsten. Hij leidde in zijn paleis in Rome een goed leven, al moet worden erkend dat hij een werker was.
De ommekeer kwam op zijn vierentwintigste door de dood van zijn broer, op wie hij erg gesteld was. “Deze gebeurtenis heeft mij pas doordrongen van onze ellende en de zaligheid van het eeuwige vaderland,” schreef hij; de ernst won het pleit, Carlo werd priester en ontving vijf maanden later de bisschopswijding, met Milaan als diocees. Door politieke strubbelingen – het gebied verkeerde onder Spaans gezag – stond de bisschopszetel er al jaren leeg en terwijl de Kerk zich overal verjongde, was in Milaan alles nog middeleeuws. Carlo vaardigde een moderne catechismus uit, overreedde de paus tot hervatting van het al tien jaar opgeschorte concilie van Trente, bezocht alle kloosters en parochies van zijn diocees om een nieuwe tucht in te voeren, preekte iedere zondag zelf, stichtte weeshuizen, hospitalen en liefdadigheidsinstellingen, haalde de bezem door het hele verslapte kerkelijk leven. Ook stichtte hij een van de eerste priesterseminaries. Zijn Acta Ecclesiae Mediolanensis (1582) stonden model voor hoe de hervormingen van Trente moesten worden doorgevoerd bij geestelijkheid, kloosters en bevolking. Dat werd hem niet altijd in dank afgenomen. Een monnik wiens orde geen zin had in strengere regels, pleegde een moordaanslag op Carlo, en de Spaanse gouverneur deed alles om de rustverstoorder kwijt te raken, vooral nadat de kardinaal enkele ‘openbare zondaars’ had laten arresteren – een vrijpostigheid met als doel de Spaanse Inquisitie uit de stad te weren, waarvoor hij moest bewijzen dat hij zelf zijn mannetje stond.
Ook veel gelovigen vonden hem een scherpslijper. Maar dat begon te veranderen toen hij zich tijdens een hongersnood in de schulden stak om voedsel te kunnen uitdelen, en hij won alle harten toen in 1576 de pest uitbrak. De gouverneur en alle bestuurders vluchtten de stad uit; Carlo daarentegen verplichtte elke priester, monnik en non te blijven teneinde de pestlijders bij te staan en gaf zelf dag na dag het voorbeeld. Zodra de epidemie voorbij was, klaagde de gouverneur hem in Madrid en Rome aan wegens overtreding van gemeentelijke voorschriften, maar nu maakte de steun van het volk hem onaantastbaar.
Hoewel vermagerd tot een skelet, organiseerde hij een bijeenkomst van alle priesters in zijn bisdom, wat resulteerde in de stichting van een modern seminarie. Een maand na zijn zesenveertigste verjaardag verliet zijn kracht hem. Zijn dood voorvoelend kroop hij ’s nachts uit bed om op zijn stenen kamervloer te sterven; daar vond men hem in de ochtend van 4 november 1584.
Borromeus is begraven in de crypte van de Dom te Milaan.

## Verering
De grote populariteit van Carolus Borromeus en de vele wonderen die geschiedden, waren aanleiding tot zijn heiligverklaring door paus Paulus V in 1610. Paus Johannes XXIII verzorgde verschillende bronnenuitgaven die het optreden van Carolus Borromeus als aartsbisschop documenteren. Carolus' feestdag is 4 november. Paus Johannes Paulus II, geboren als Karol Wojtyla en naar hem genoemd, noemde hem op 4 november 1998 een ‘groot prediker’ en ‘een lichtend voorbeeld’.
Hij is patroon van het bisdom Lugano; van prelaten, seminaristen, zielzorgers, van het Habsburgse huis, de universiteit van Salzburg, de Borromaeusvereniging en de Liefdezusters van de Heilige Carolus Borromeus; van christelijk onderricht en van werken die dit bevorderen; aangeroepen tegen de pest.
In Rome zijn drie kerken naar hem vernoemd: de San Carlo al Corso (O.& M.Longhi, P. da Cortona, 1610-69), de San Carlo alle Quattro Fontane ('San Carlino'; Fr.Borromini, 1634-44) en de San Carlo ai Catinari (R.Rosati & G.B.Soria, 1612-38).
In Antwerpen is de barokke Sint-Carolus Borromeuskerk naar hem vernoemd; in Ruiselede (Doomkerke) de Sint-Caroluskerk, een neogotische kerk, gebouwd in 1864-1865.
In Arona staat de Colosso di Carlo, een 23 meter hoog bronzen beeld van de heilige.
De Mexicaanse keizerin Charlotte noemde in 1865 haar Damesorde naar de door haar vereerde heilige; de Orde van Sint-Karel.
In Helmond is het Carolus Borromeus College naar hem vernoemd.

## Iconografie

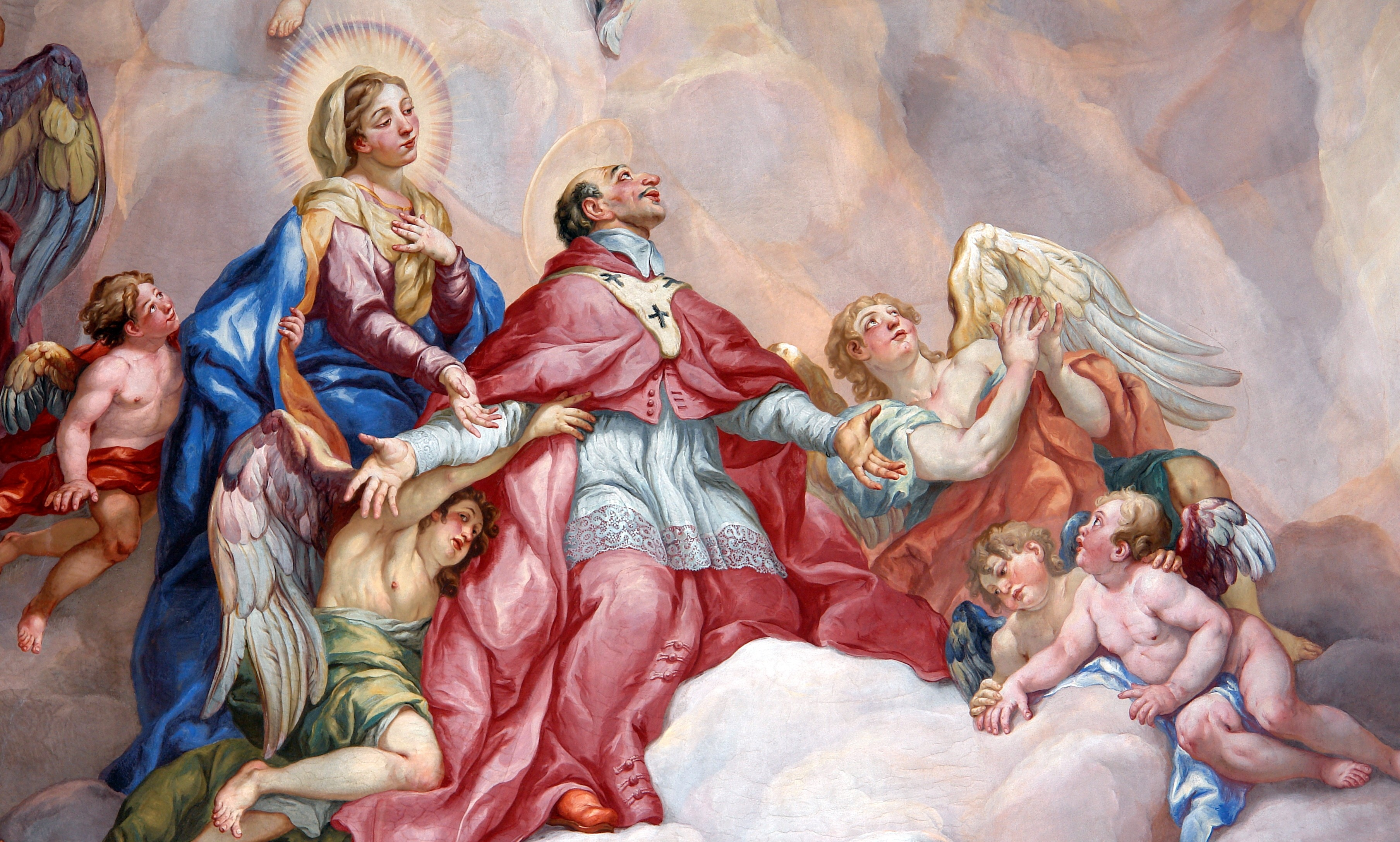
Voorspraak van Carolus Borromeus ondersteund door de Maagd Maria (1714). Plafondschildering gemaakt door de Oostenrijkse schilder Johann Michael Rottmayr voor de Karlskirche in de hoofdstad Wenen.

In de iconografie heeft Carolus Borromeus de volgende attributen: zijn crucifix; doodshoofd en gesel (als teken van boetedoening); koord om nek (hij droeg dit tijdens pestprocessies); kardinaalshoed; duif (Heilige Geest); terwijl hij de communie uitreikt aan pestlijders; biddend voor een kruis met een strop om de hals; door engelen gekroond een kruis vasthoudend; terwijl hij knielt voor het altaar, vuurt een moordenaar met een musket op hem; aan de heilige Aloysius Gonzaga (die nog kind is) de communie uitreikend.
Hij wordt afgebeeld als bisschop of kardinaal met een karakteristieke haviksneus. Vaak is hij in ziekenhuizen afgebeeld vanwege zijn liefdadigheid voor pestlijders. Vanaf de 17de eeuw werd hij in bijna alle Europese landen verbeeld. Samen met andere heiligen afgebeeld op een altaarstuk (1637, Adriaan Bloemaert, Aula Academica, Salzburg). In de Praagse Národní Galerie (Agnesklooster) hangt zijn portret door Karel Škréta. Nederlandse voorbeelden uit die tijd zijn onder meer schilderijen met Carolus tijdens de pestepidemie te Milaan (Jacob van Oest, Louvre, Parijs) en als voorspreker voor pestlijders (Jacob Jordaens, Sint-Jacobskerk, Antwerpen). Vaak wordt hij getoond tussen eerdere bisschoppen van Milaan of andere pestheiligen, zoals Rochus. Scènes hebben hoofdzakelijk betrekking op het verzorgen van (pest)zieken.

## Borromeus’ visie op architectuur
- In de context van het Concilie en nadat Carolus Borromeus tot aartsbisschop van Milaan was benoemd begon hij aan de hervorming van zijn aartsbisdom. Veertien jaar na het einde van deze zittingsperiode (1577) publiceerde hij zijn 'Instructiones Fabricae et Supellectilis Ecclesiasticae' wat een samenvatting betrof van de katholieke besluiten ten aanzien van het ontwerp en het interieur van kerken. Zijn tekst werd opgenomen in een corpus van teksten over de werkwijze van de kerk, genaamd 'Acta Ecclesiae Mediolanensis' (1582). Aanvankelijk was het boek bedoeld voor zijn diocees in Milaan, maar zijn ambitie bestond erin het te verspreiden over een groter gebied. Uiteindelijk zijn er negentien herdrukken van het werk gemaakt tot 1952 en is zijn invloed op de bouw van een katholieke kerk gebleven tot in de jaren zestig van de twintigste eeuw.
- Dit boek schreef hij met als doel een uitgebreid programma van constructie, renovatie en hervorming van de Milanese kerk te formuleren. Maar het was geen architectuurtraktaat, hij refereerde dan ook nauwelijks aan decoratie of (klassieke) ordes, desondanks doet zijn schrijfvorm hieraan wel denken. Het was een handleiding en checklist tegelijkertijd, die gebruikt kon worden bij een visitatie van een bisschop aan een (nieuwe) kerk of parochie. Borromeus was zich in zijn ‘Instructiones’ bewust van zowel de katholieke kerkarchitectuur als de kerkleer en historische en recente documenten. Net zoals bekende schrijvers van architectuurtraktaten zoals Vitruvius en Alberti, begon Borromeus zijn boek met een brief waarin hij aangaf dat hij de richtlijnen opstelde aan de hand van geestelijke en seculiere bronnen:
- “... this only has been our principle, that we have shown that the norm and form of building, ornamentation and ecclesiastical furnishing are precise and in agreement with the thinking of the Fathers ... and ...we believe it necessary to take the advice of competent architects.”[1]
- Het was niet Borromeus’ doel om een esthetisch ideaal op te leggen, maar eerder om een strategie voor de bouw van katholieke kerken te definiëren. Hij deelde zijn boek op in 33 hoofdstukken, waarvan de eerste 30 handelen over het ontwerp van typische parochiekerken en kathedralen. Deze eerste 30 hoofdstukken bevatten telkens zes categorieën (locatie, planconfiguratie, exterieurontwerp, interieurontwerp, bemeubeling en decoratie).
- Borromeus’ richtlijnen omtrent iconografie en kunst wijzen erop dat het de verantwoordelijkheid is van de bisschop er op toe te kijken dat het onderwerp en de kwaliteit van de afbeeldingen in de kerk gepast moeten zijn. Hij benadrukte dat de ramen afbeeldingen van heiligen moesten bevatten en hun namen erbij vermeld moesten worden. Er werden straffen opgelegd aan de bisschoppen en kunstenaars die deze verantwoordelijkheden miskenden.
- Borromeus stelde dat de status van een gebouw in verhouding moet zijn met zijn locatie, zoals ook met de kwaliteit van het materiaal. Daartoe werd de kerk prominent op de site geplaatst door ze drie of vijf treden hoger te plaatsen. Het kerkgebouw moest eveneens een vrijstaand gebouw zijn en kruisvormig. De cirkelvorm was in zijn ogen een heidens gebruik, evenals het Griekse kruis. Hij koos voor het Latijnse kruis dat uit de christelijke traditie voortkwam. Hij duidde er op dat het kerkgebouw zowel opzichtig als praktisch moest zijn, met het oog op het prikkelen van de zintuigen. Carolus behandelde niet enkel het ontwerp van het exterieur en de omgeving, maar nam eveneens het interieur in ogenschouw. Diverse onderdelen mochten volgens hem nooit ontbreken of hij er zag een betere locatie voor en hij introduceerde zelfs nieuwe elementen. De sacristie moest zich in het hoofdgedeelte van de kerk bevinden, niet in het koor. Hierdoor kon de priester in processie richting het altaar gaan. Volgens Borromeus was het hoofdaltaar het belangrijkste element in het interieur en rees één of meerdere treden boven de vloer uit. Het bood plaats aan het tabernakel en moest ruimte geven om de mis op te kunnen dragen. Zo kon het geloof zich perfect etaleren.
- Aan de uiteinden van het transept moesten zich de kapellen voor belangrijke heiligdommen bevinden, waar de viering van de mis op feestdagen plaats konden vinden. De transparante vensters zorgden voor een helder verlichte kerk, zodat ook de sierlijke kledij van de geestelijken goed voor de dag kwam. Daarnaast moest de bovenkant van de deuren vierkant zijn en niet gebogen, want dat was immers een heidense traditie. Borromeus was erg gehecht aan de vroegchristelijke traditie, in tegenstelling tot bijvoorbeeld Andrea Palladio die juist symboliek toepaste bij de keuze van de vorm van de plattegrond van de kerk.
- De façade was een belangrijk aspect van de kerk. Volgens Borromeus’ richtlijnen moest het aantal deuren oneven zijn, bij voorkeur gelijk aan het aantal beuken van de kerk. De centrale deur behoorde het grootst te zijn, evenals de bijbehorende ornamenten, in vergelijking met de naastgelegen deuren. De vensters dienden voor een goede verlichting en waren hoog geplaatst, zodat een buitenstaander niet naar binnen kon kijken. Eveneens zou het aantal vensters oneven in getal moeten zijn.

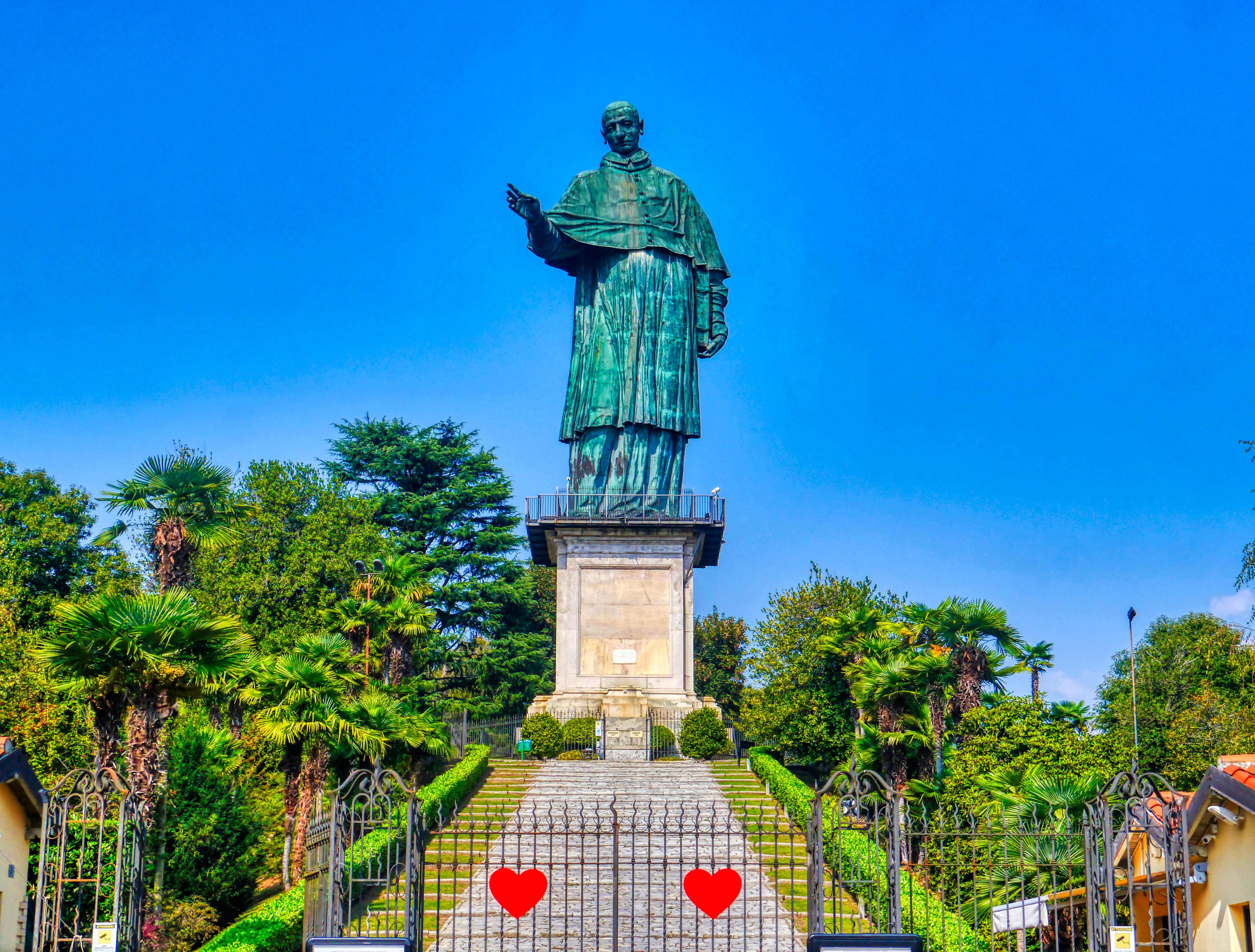
De Sancarlone in Arona

### Conclusie
Borromeus was een man met veel invloed en een belangrijke status. Zijn opmerkingen omtrent architectuur zijn nog steeds te herkennen in vele kerkgebouwen. Eveneens werd zijn werk ‘Instructiones Fabricae et Supellectilis Ecclesiasticae’ als belangrijk gezien tot lang na de eerste publicatie ervan (dit concluderen we uit het aantal keer het boek herdrukt werd).
We kunnen opmerken dat, bij een groot deel van de uitspraken die Borromeus doet, de kerkelijke (traditionele) keuze voorrang kreeg en niet de artistieke. Niettegenstaande raadde hij het ten sterkste aan dat geestelijken en kunstenaars zouden samenwerken. Het wordt duidelijk uit Borromeus’ zienswijze dat hij, door terug te grijpen op de christelijke traditie, wilde laten zien dat er maar één hoogtepunt was en dat was de oorspronkelijke situatie. Die situatie moest het ijkpunt zijn voor al het handelen, dus ook bij het ontwerp van kerkgebouwen.

## Eerbetoon
In de 17e eeuw is in Borromeus' geboorteplaats Arona de Sancarlone opgericht, een standbeeld van 23,5 meter hoog ontworpen door Giovan Battista Crespi. Het kolossale werk was op dat moment het grootste metalen beeld ter wereld.